# Гулкана (река)
Гулкана (англ. Gulkana River) — река в восточной части штата Аляска, США. Протекает по территории зон переписи населения Саутист-Фэрбанкс и Коппер-Ривер. Приток реки Коппер. Длина реки − 97 км, площадь водосборного бассейна — 5543 км².
Берёт начало из юго-восточной оконечности озера Саммит в Аляскинском хребте и течёт главным образом в южном направлении. Впадает в реку Коппер в 14 км к северо-востоку от центра статистически обособленной местности Гленналлен. Шоссе Ричардсон и Трансаляскинский нефтепровод идут с севера на юг примерно параллельно реке Гулкана. К югу от озера Саммит реку пересекает идущее с запада на восток шоссе Денали, заканчивающееся недалеко от этого места, в Паксоне, упираясь в шоссе Ричардсон.
В бассейне реки обитают значительные популяции чавычи, нерки, микижи и сибирского хариуса.